# Dune (strip)
Dune: de graphic novel, is een stripserie van Brian Herbert en Kevin J. Anderson gebaseerd op de boeken van Frank Herbert.  De serie volgt de avonturen van de familie Atreides op de woestijnplaneet Arrakis, bekend als Dune, waar de kostbare melange (spice) wordt gewonnen. De tekeningen zijn van Raul Allen en Patricia Martín. Deze boeken zijn uitgegeven door Silvester.

## Verhaal
Dune gaat over de strijd tussen de families Atreides en Harkonnen. De serie bestaat uit uit een trilogie aangevuld met de officiële graphic novel van de film en verhalen uit Arakeen. daarnaast zijn er nog een trilogie over het Huis Atreides en over het Huis Harkonnen.
Het eerste deel vertelt het verhaal van Paul Atreides die  samen met zijn familie, de heerschappij over de woestijnplaneet Arrakis overneemt. In het tweede deel stranden de jonge Paul Atreides en zijn moeder in de diepe woestijn van Arrakis. Ze zijn verraden door hun eigen lijfarts, Dr. Yueh. In de woestijn gaan ze op zoek naar de mysterieuze Fremen en ontrafelen langzaam de geheimen van de planeet en zullen ze elk geconfronteerd worden met keuzes die hun lot en hun leven voor altijd zullen veranderen. 

## Trilogie: Dune - De graphic novelBoek 1
1. Boek 1 (2020)
2. Muad'Dib (2022)
3. De Profeet (2024)
4. De officiële graphic novel van de film (2022)
5. Verhalen uit Arakeen (2024)

## Trilogie: Dune - Huis Atreides
1. Huis Atreides - 1 (2021)
2. Huis Atreides - 2 (2021)
3. Huis Atreides - 3 (2022)

## Trilogie: Dune - Huis Harkonnen
1. Huis Harkonnen - 1 (2024)
2. Huis Harkonnen - 2 (2024)
3. Huis Harkonnen - 3 (2024)